# ОШ „Јован Дучић” Роћевићи
ОШ „Јован Дучић” је државна установа основног образовања, која је почела са радом 1893. године у месту Роћевићи, на територији града Краљева.
Школа је основана као четвороразредна школа и сматра се једном од најстаријих школа у овом крају. Одмах по ослобођењу 1945. године почиње да ради као осмогодишња школа. Захвата широко подручје које чине насељена места: Роћевићи, Пекчаница, Дедевци, Врдила, а делимично и места Буковица, Лопатница и Петревце. До 1979. године у саставу ове школе била су издвојена одељења у Дедевцима и Пекчаници, а од исте године овој школи припало је и одељење у Врдилима, које је до тада радило у саставу школе у Конареву. 
До 2002. године школа носи назив ОШ „Слободан Пенезић-Крцун”, а од тада носи данашњи назив.
Данас се настава у матичној школи у Роћевићима изводи за ученике од првог до осмог разреда, док се у издвојеним школским местима одвија од првог до четвртог разреда, односно, у оквиру разредне наставе.